# Lijst van afleveringen van Boeken
Dit is een overzicht van de titels van de afleveringen van de VPRO-serie Boeken.

## Seizoen 1
1. Jolande Withuis (25 september 2005)
2. Franceska de Chatel en Frank Westerman (2 oktober 2005)
3. Aukje Holtrop (9 oktober 2005)
4. Rudi Rotthier en Jan Donkers (16 oktober 2005)
5. Gerbert van der Aa en Roel van der Veen (23 oktober 2005)
6. Ad Fransen en Ronald Havenaar (30 oktober 2005)
7. Frans de Waal en Tijs Goldschmidt (6 november 2005)
8. Hans Boland en Pieter Waterdrinker (13 november 2005)
9. Hans Goedkoop en Sjifra Herschberg (20 november 2005)
10. Erik van Ree (27 november 2005)
11. Lucas Reijnders en Sylvia Witteman (4 december 2005)
12. Vincent Icke (11 december 2005)
13. Evert Nieuwenhuis en Chris van der Heijden (18 december 2005)

## Seizoen 2
1. (14) Fik Meijer (8 januari 2006)
2. (15) Flip Schrameijer en Gemma Blok (15 januari 2006)
3. (16) C.J. Lammers (22 januari 2006)
4. (17) Bas Kast en Beatrijs Ritsema (29 januari 2006)
5. (18) Frank Martinus Arion en Piet Emmer (5 februari 2006)
6. (19) Floris-Jan van Luyn en Jan van der Putten (12 februari 2006)
7. (20) Salomon Kroonenberg (19 februari 2006)
8. (21) Sybe Izaak Rispens (26 februari 2006)
9. (22) Bas Heijne en Elmer Schönberger (12 maart 2006)
10. (23) Mark Heirman (19 maart 2006)
11. (24) René Boomkens (26 maart 2006)
12. (25) Rik Delhaas en Klaas de Jonge (2 april 2006)
13. (26) Stine Jensen en Daan Roovers (9 april 2006)
14. (27) Dirk Sijmons en Jean-Paul Baeten (16 april 2006)
15. (28) Guus Kuijer (23 april 2006)
16. (29) Ramsey Nasr (30 april 2006)
17. (30) Willem Albert Wagenaar (7 mei 2006)
18. (31) Joshua Livestro en Hubert Smeets (14 mei 2006)
19. (32) Breyten Breytenbach (21 mei 2006)
20. (33) Marjo Buitelaar (28 mei 2006)
21. (34) Midas Dekkers (10 september 2006)
22. (35) Shervin Nekue (17 september 2006)
23. (36) Christine Mummery (1 oktober 2006)
24. (37) Ineke Holtwijk (8 oktober 2006)
25. (38) Frank Buys (15 oktober 2006)
26. (39) Jacques Kruithof en Thomas Vaessens (22 oktober 2006)
27. (40) Fouad Laroui (29 oktober 2006)
28. (41) Luc Huyse en Antjie Krog (5 november 2006)
29. (42) Paul de Beer en Jelle van der Meer (12 november 2006)
30. (43) Kees van den Bosch en C.D. Andriesse (19 november 2006)
31. (44) Douwe Draaisma (26 november 2006)
32. (45) Auke van der Woud en Marita Mathijsen (3 december 2006)
33. (46) Richard Dawkins (10 december 2006)
34. (47) Jona Lendering (17 december 2006)
35. (48) Nelleke Noordervliet, Hans van Maanen en Bas Haring (31 december 2006)

## Seizoen 3
1. (49) Karin Anema (13 januari 2007)
2. (50) Louis Tas en Paul Steenhuis (14 januari 2007)
3. (51) Hanina Ajari en Marjolijn van Heemstra (21 januari 2007)
4. (52) Kristofer Schipper (4 februari 2007)
5. (53) Paul Cliteur (11 februari 2007)
6. (54) Frank Westerman (18 februari 2007)
7. (55) Willy Brill en Justus van de Kamp (25 februari 2007)
8. (56) Han Ceelen en Jeroen van Bergeijk (4 maart 2007)
9. (57) Kees Fens (11 maart 2007)
10. (58) Awee Prins (18 maart 2007)
11. (59) Patrick Dassen en Krijn Thijs (25 maart 2007)
12. (60) Bernard Bouwman (1 april 2007)
13. (61) J. van Oort (8 april 2007)
14. (62) Wouter Kusters en Sam Gerrits (15 april 2007)
15. (63) Dick Wittenberg en Jan Banning (22 april 2007)
16. (64) Han van der Horst (29 april 2007)
17. (65) Pascal Verbeken (6 mei 2007)
18. (66) Emily Nobis (13 mei 2007)
19. (67) Bas Haring (9 september 2007)
20. (68) Brigitte Ars (16 september 2007)
21. (69) Kristien Hemmerechts (23 september 2007)
22. (70) Frank Albers (30 september 2007)
23. (71) Mark Mieras (7 oktober 2007)
24. (72) Jacco Pekelder (14 oktober 2007)
25. (73) Pieter Waterdrinker (21 oktober 2007)
26. (74) Ap Dijksterhuis (28 oktober 2007)
27. (75) Nahed Selim (4 november 2007)
28. (76) Simon Rozendaal (11 november 2007)
29. (77) Roland van der Vorst (18 november 2007)
30. (78) Jan Blokker jr. (25 november 2007)
31. (79) Klaas Hendrikse (2 december 2007)
32. (80) Pim van Lommel (9 december 2007)
33. (81) Asis Aynan (16 december 2007)
34. (82) Floris Cohen (23 december 2007)
35. (83) Tijs Goldschmidt (30 december 2007)

## Seizoen 4
1. (84) Mirjam Pool (6 januari 2008)
2. (85) Wiep Idzenga (13 januari 2008)
3. (86) Dick Engelen (20 januari 2008)
4. (87) Daniëlle van den Bos (27 januari 2008)
5. (88) René Kahn (3 februari 2008)
6. (89) Judith Koelemeijer (10 februari 2008)
7. (90) Laura Starink (17 februari 2008)
8. (91) Dick Knook (24 februari 2008)
9. (92) Egbert Tellegen (2 maart 2008)
10. (93) Douwe Draaisma (9 maart 2008)
11. (94) Bas van Stokkom (16 maart 2008)
12. (95) Ann Meskens (23 maart 2008)
13. (96) Jos van der Lans (30 maart 2008)
14. (97) Wytske Versteeg (6 april 2008)
15. (98) Mark Nelissen (20 april 2008)
16. (99) Felicita Vos (27 april 2008)
17. (100) Al Galidi (4 mei 2008)
18. (101) Joost van den Vondel (11 mei 2008)
19. (102) Steven van de Vijver (18 mei 2008)
20. (103) Trudy Dehue (25 mei 2008)
21. (104) Joop van der Horst (7 september 2008)
22. (105) Paul Verhoeven (14 september 2008)
23. (106) Martine Delfos (21 september 2008)
24. (107) Lieve Joris (28 september 2008)
25. (108) Linda Polman (5 oktober 2008)
26. (109) Jan Blokker jr., sr. en Bas Blokker (12 oktober 2008)
27. (110) Jan De Meyer (19 oktober 2008)
28. (111) Wim Willems (26 oktober 2008)
29. (112) Jolande Withuis (2 november 2008)
30. (113) Jan Verplaetse (9 november 2008)
31. (114) Eveline Crone (16 november 2008)
32. (115) Geert Buelens (23 november 2008)
33. (116) Maarten van Buuren (30 november 2008)
34. (117) Samira Bendadi (7 december 2008)
35. (118) Dick Pels (14 december 2008)
36. (119) Herman de Regt en Hans Dooremalen (21 december 2008)
37. (120) Jos de Mul en Valerie Frissen (28 december 2008)